# Drujba, Murovani Kurîlivți
Drujba (în ucraineană Дружба) este un sat în comuna Rozdolivka din raionul Murovani Kurîlivți, regiunea Vinnița, Ucraina.

## Demografie
Componența lingvistică a localității Drujba
     Ucraineană (99,44%)
     Alte limbi (0,56%)
Conform recensământului din 2001, majoritatea populației localității Drujba era vorbitoare de ucraineană (99,44%), existând în minoritate și vorbitori de alte limbi.